# 1860 год в науке
В 1860 году были различные научные и технологические события, некоторые из которых представлены ниже.

## События
- 3—13 апреля — первый рейс почтовой линии Пони-Экспресс.
- 9 апреля — французский изобретатель Эдуард-Леон Скотт де Мартинвилл сделал первую аудиозапись
- 30 мая — со стапелей Нового Адмиралтейства в Санкт-Петербурге спущен на воду 111-пушечный корабль «Император Николай I»[1].
- 29 декабря — спущен со стапелей «Уорриор» — первый британский броненосец.

## Родились
- 29 февраля — Герман Холлерит, американский инженер и изобретатель, основатель IBM, создатель табулятора (ум. 1929).
- 15 марта — Владимир Хавкин, русский и французский бактериолог, иммунолог и эпидемиолог, создатель первых вакцин против чумы и холеры (ум. в 1930).
- 31 марта — Изидор Траубе, немецкий физикохимик (Правило Дюкло — Траубе)(умер 1943).
- 2 мая — Теодор Герцль, основоположник идеологии сионизма (ум. 1904).
- 16 мая — Иван Михайлович Гревс, русский историк (ум. 1941).
- 5 декабря — Гуго Гаудиг, немецкий педагог-реформатор, один из создателей педагогики личности (ум. 1923).
- 30 декабря — Йонас Яблонскис, литовский языковед, «отец» литовского литературного языка (ум. 1930).

## Скончались
- 3 января  — Франц Осипович Белявский, российский медик и путешественник; автор ряда научных трудов[2].
- 24 января  —  Джеймс Поллард Эспи, американский метеоролог.
- 27 января — Янош Бойяи, венгерский математик.
- 3 апреля — Адам Бенедикт Йохер, польский библиограф и филолог.
- 19 апреля — Кароль Подчашинский, литовский архитектор.
- 21 сентября — Шопенгауэр, Артур, немецкий философ-иррационалист.
- 23 сентября — Хомяков, Алексей Степанович, философ, поэт, публицист, один из основателей движения славянофилов.